# Kostel svatého Medarda (Paříž)
Kostel svatého Medarda (fr. Église Saint-Médard) je katolický farní kostel v 5. obvodu v Paříži, v ulici Rue Mouffetard. Kostel je od roku 1906 chráněn jako historická památka.

## Historie
Od 9. století zde stála kaple zasvěcená svatému Medardovi postavená podél římské silnice, která vedla z Lutetie do Lyonu u brodu přes řeku Bièvre. Existence farního kostela připojeného k opatství Sainte-Geneviève v Paříži je zmíněna v roce 1163 v bule papeže Alexandra III.
Stavba současného kostela probíhala od 15. do 18. století. Byla přerušena hugenotskými válkami a zejména sporem mezi protestanty a katolíky, který vedl k vyplenění kostela protestanty v roce 1561.
V roce 1655 byla farnost dána pod přímou pravomoc pařížského arcibiskupa namísto opata z kláštera Sainte-Geneviève, kněžími byli přesto dál mniši z opatství Sainte-Geneviève až do Velké francouzské revoluce.
V 18. století byl kostel vyzdoben, zejména v roce 1784, kdy architekt Louis-François Petit-Radel vybudoval kapli Panny Marie a faru přiléhající ke kostelu.
Během Francouzské revoluce byl kostel uzavřen a bohoslužby byly v listopadu 1793 zrušeny. Opětovně byl otevřen vyhláškou Národního konventu v květnu 1795. Farní kostel byl současně užíván s revolučním kultem a byl nazýván Temple du Travail (Chrám práce).
V 19. století proběhlo několik úprav interiéru i exteriéru, Hřbitov vedle kostela byl přeměněn na square. V roce 1901 byla v prostoru bývalého hřbitova postavena kaple katechismu. Vnitřní úpravy kostela proběhly v roce 1960 a roku 1974 byl kostel omítnut.
V roce 2011 byl v kostele instalován kamenný oltář, který vysvětil pařížský arcibiskup kardinál André Vingt-Trois, 11. září 2011.

## Architektura
Hlavní loď postavená ve stylu plaménkové gotiky pochází z konce 15. století. Chór byl rozšířen v 16. století a přestavěn v 17. a 18. století. Je zakrytý dřevěnou klenbou, která je unikátní v Paříži. Její použití bylo původně dočasné, ale doposud zůstala na svém místě. Hlavní loď je vyzdobena pěti svorníky.
Kostel je vyzdoben mnoha uměleckými díly, např. Procházka svatého Josefa a malým Ježíškem od malíře Francisca de Zurbarána (transept vpravo). Je zde mnoho starých vitráží (fragmenty ze 16. století) i novodobých (1941).
Velké varhany umístěné nad hlavním vchodem pocházejí z roku 1645, přestavěny byly v roce 1767. Od roku 1980 jsou zařazeny mezi historické památky. Druhé varhany byly postaveny v roce 1964 a umístěny v boční kapli chóru.